# Fuchsia striolata
Fuchsia striolata är en dunörtsväxtart som beskrevs av Cyrus Longworth Lundell. Fuchsia striolata ingår i släktet fuchsior, och familjen dunörtsväxter. Inga underarter finns listade i Catalogue of Life.